# Symforian z Autun
Symforian z Autun – męczennik chrześcijański z pierwszych wieków n.e., święty Kościoła katolickiego.
Był synem możnego chrześcijanina Faustusa. Otrzymał gruntowne wykształcenie.
Jako młodzieniec został aresztowany przez prokonsula Herakliusza za odmowę kultu bogini Kybele a za wyśmiewanie obrzędów pogańskich i niewyrzeczenie się wiary chrześcijańskiej został ścięty.

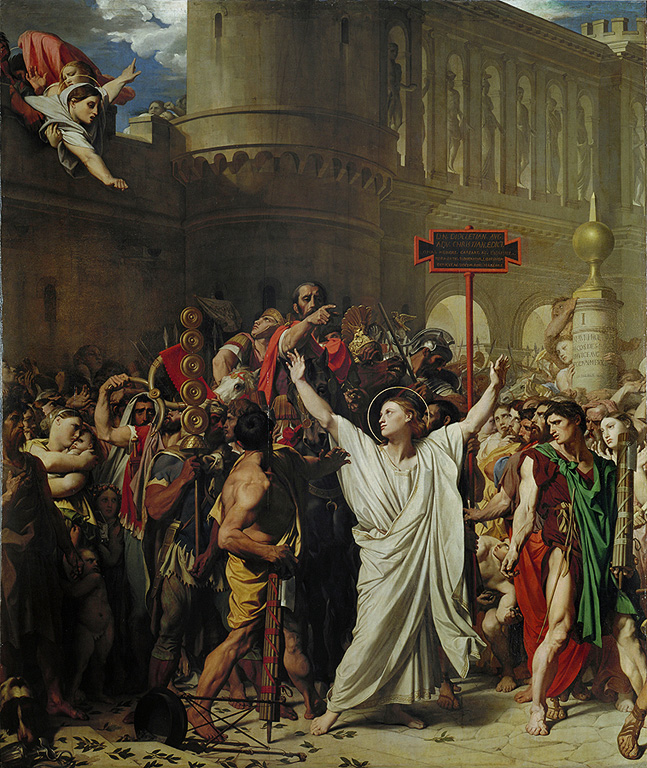
Męczeństwo św. Symforiana – malowidło w katedrze w Autun.

Wyrok wykonano pod miastem. Matka umacniała go przed egzekucją słowami, które weszły w Kościele katolickim w liturgii za zmarłych: vita non tollitur, sed mutatur (życie się nie kończy, lecz zmienia).
Co do daty śmierci nie ma zgodności wśród autorów publikacji. Jego męczeństwo opisano dopiero w V wieku. Można spotkać rok ok. 180, w czasach prześladowań chrześcijan za panowania Marka Aureliusza (161-180), rok 251 za panowania Decjusza czy też  257 w czasach panowania trzech cesarzy, jak i lata 270-275 w czasie panowania cesarza Aureliana.
Wspomnienie liturgiczne św. Symforiana obchodzone jest 22 sierpnia.
Jest patronem wielu francuskich kościołów, dzieci, uczniów/studentów i sokolników oraz orędownikiem przeciw suszy. Nazwy 27. francuskich miejscowości pochodzą również od imienia tego świętego, m.in. Saint-Symphorien (Cher), Saint-Symphorien-sur-Coise.
W 452 roku św. Eufroniusz (zm. ok. 471), ówczesny biskup Autun, przeniósł jego relikwie do bazyliki. Obecnie znajdują się one w Würzburgu.